# 拉沃尔 (多尔多涅省)
拉沃尔（法語：Lavaur，法語發音：[lavɔʁ]）是法国多尔多涅省的一个市镇，属于萨拉拉卡内达区。

## 地理
拉沃尔（44°36'48"N, 1°1'24"E）面积9 平方千米，位于法国新阿基坦大区多爾多涅省，该省份为法国西南部内陆省份，是法國本土面积第三大的省，大致对应佩里戈尔地区，北起顺时针与夏朗德省、上维埃纳省、科雷兹省、洛特省、洛特-加龙省、吉倫特省和滨海夏朗德省接壤。
与拉沃尔接壤的市镇（或旧市镇、城区）包括：圣塞尔南德莱尔姆、索沃泰尔拉莱芒斯、卢布雅克、马泽罗勒、布里奥朗斯河畔布朗克福尔。

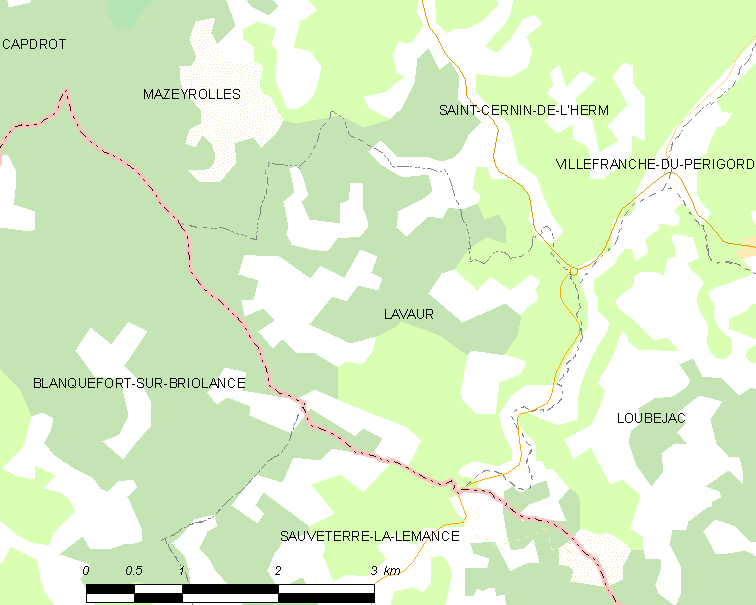
的OSM定位图

拉沃尔的时区为UTC+01:00、UTC+02:00（夏令时）。

## 行政
拉沃尔的邮政编码为24550，INSEE市镇编码为24232。

## 政治
拉沃尔所属的省级选区为多尔多涅河谷县。

## 人口

1962-2008年间人口变化图示

拉沃尔于2022年1月1日时的人口数量为81人。